# Helena Barlow
Helena Barlow (Londra, 5 settembre 1998) è un'attrice britannica, conosciuta in particolare per aver interpretato i ruoli di Rose Weasley, figlia di Ron Weasley ed Hermione Granger, in Harry Potter e i Doni della Morte - Parte 2, epilogo della saga di Harry Potter, scritta dall'autrice britannica J. K. Rowling, e anche della giovane Estella nel film Grandi speranze del 2012, basato sull'omonimo romanzo di Charles Dickens..
Interpreta il suo primo ruolo da protagonista nel film Harriet and the Matches, del 2013.

## Filmografia
- 2011 - Harry Potter e i Doni della Morte - Parte 2 (Rose Weasley)
- 2011 - Horrid Henry - Piccola peste (Sour Susan)
- 2012 - Grandi speranze (Estella Havisham da giovane)
- 2013 - Harriet and the Matches (Harriet)